# Andrena setosifemoralis
Andrena setosifemoralis là một loài Hymenoptera trong họ Andrenidae. Loài này được Wu mô tả khoa học năm 2000.